# Ak-Tschyjyr-Kinderbildungszentrum
Das Ak-Tschyjyr-Kinderbildungszentrum (kirgisisch Ак-Чыйыр» балдардын билим борбору, russisch Детский центр образования «Ак-Чыйыр, usbekisch Oq chiyir bolalar taʼlim markazi /„Оқ чи йир“ болалар таълим маркази) ist ein Internat für Kinder aus benachteiligten Familien in Rassakow, Kirgisistan. Der Bau des Internats wurde von einer kuwaitischen Organisation finanziert. „Ak-Tschyjyr“ bedeutet auf Kirgisisch „weißer Pfad“.
Der Bau der Schule begann im Mai 2017 und wurde im September desselben Jahres abgeschlossen. Das Ak-Tschyjyr-Kinderbildungszentrum bietet Platz für etwa 200 Schüler.
Die Unterrichtssprache im Ak-Tschyjyr-Kinderbildungszentrum ist Kirgisisch. Neben Kirgisisch lernen die Studierenden auch drei weitere Sprachen, nämlich Arabisch, Englisch und Russisch. Der Unterricht wird für die Klassen eins bis neun angeboten.